# Владимир Лепосавић
Владимир Лепосавић (Бар, 24. август 1984) црногорски и српски је адвокат и политичар. По образовање је доктор правних наука. Бивши је министар правде, мањинских и људских права у Влади Здравка Кривокапића од 4. децембра 2020. до 17. јуна 2021. године и члан правног тима Митрополије црногорско-приморске.

## Биографија

### Детињство, младост и каријера
Дипломирао је 26. јуна 2008. године на Правном факултету Универзитета у Београду са просечном оценом 10. Троструки је добитник награде Универзитета у Београду за стручне радове у области правних и економских наука. Стипендиста је фондације Роберт Шуман и добитник престижне Фулбрајтове награде за постигнуте академске и професионалне резултате. Специјализовао се за област међународних људских права на Правном факултету у Вашингтону. Докторску дисертацију из области међународне заштите мањина је одбранио 2016. године на Правном факултету Универзитета у Београду. Једно време је провео као стажиста у Европском парламенту у Бриселу и Стразбуру.

Служио је као правни помоћник у канцеларији Високог комесаријата Уједињених нација за избјеглице у Београду 2006. године, пружајући помоћ избјеглицама и интерно расељеним лицима. Другу правну помоћ пружао је као адвокат приправник за две београдске адвокатске канцеларије од 2007. до 2009. године.
Од 2007. до 2008. радио је као адвокат приправник у адвокатској канцеларији Wolf & Theiss, а од 2008. до 2009. радио је као адвокат приправник у адвокатској канцеларији Карановић & Николић. Од 2008. ради као асистент предавач на Правном факултета Универзитета Медитеран у Подгорици., а у периоду од 2016. до 2018. године радио је као предавач у звању доцента на Факултету за пословне студије и право Универзитета Унион — Никола Тесла у Београду.
Аутор је две монографије и неколико научних студија и чланака из области међудржавног права и међународних људских права. У издању Матице српске — Друштво чланова у Црној Гори објављена је његова књига Ухваћени у вршењу својих права, која је за кратко време привукла пажњу научне, стручне и шире јавности.
Заступао је Српску православну цркву у Уједињеним нацијама у Женеви, на форумима ОЕБС-а и Савета Европе. Члан је правног тима Митрополије црногорско-приморске и често је истицао неуставност Закона о слободи вјероисповијести, који је довео до протеста у Црној Гори (2019—2020). Фебруара 2020. године, уз митрополита црногорско-приморског Амфилохија, епископа будимљанско-никшићког Јоаникија, епископа милешевског Атанасија и ректора Цетињске богословије Гојка Перовића, учествовао је у разговорима између Епархијског савета Српске православне цркве у Црној Гори и представника Владе Црне Горе на челу са председником владе Душком Марковићем и министром спољних послова Срђаном Дармановићем, а поводом спорног закона.

### Политичка каријера
Пред парламентарне изборе 2012. године подржао је и говорио на митингу Српске слоге, коалиције српских странака сачињене од, сада угашених, Српске листе Добрила Дедеића, Народне странке Предрага Поповића, Отаџбинске српске странке Александра Стаматовића и Странке српских радикала. Лидер коалиције је био Јован Маркуш, функционер Народне странке и бивши градоначелник Цетиња. Лепосавић је 2014. године говорио на скупу Социјалистичке народне партије Срђана Милића и подржао је пред локалне изборе. У свом говору је критиковао могући улазак Црне Горе у НАТО.

#### Министар правде, људских и мањинских права
Након парламентарних избора 2020. године, Скупштина Црне Горе је од 4. децембра 2020. године изабрала Лепосавића за министра правде, људских и мањинских права у Влади Здравка Кривокапића. На предлог Здравка Кривокапића, Скупштина Црне Горе га је разријешила дужности 17. јуна 2021. године. За разрешење је гласало 43 посланика из редова Демократске партије социјалиста, Бошњачке странке, Социјалдемократа Црне Горе, Социјалдемократске партије и владајуће УРА, а против је било 27 посланика из посланичких клубова Демократског фронта (НСД, ДНП, УЦГ, РП, ПЗП), Социјалистичке народне партије и независни посланик Марко Милачић, док су посланици Демократа били уздржани. Одмах након гласања, шеф посланичке групе Демократског фронта Славен Радуновић је саопштио да чланови тог посланичког клуба више неће присуствовати пленарним заседањима Скупштине и позвао да формирање нове владајуће већине која би изабрала нову Владу.

### Приватни живот
Говори енглески и италијански језик. Ожењен је Американком вијетнамског порекла Ви Нујен која је запослена у Министарству одбране САД.

## Цитати
| „ | Хашки трибунал за бившу Југославију, осим што је основан резолуцијом, умјесто међународним уговором, готово је у потпуности изгубио легитимитет кад је утврђено да су докази извјестиоца Савјета Европе о вађењу и трговини органима цивилних српских жртава на Косову уништени у том суду. | ” |

— Владимир Лепосавић, о Међународном кривичном трибуналу за бившу Југославију.
| „ | Срби су доживели страховит геноцид, какав историја није запамтила. Геноцид у Јасеновцу какав историја није запамтила, једино мјесто на свијету гдје су постојали логори за дјецу. Срби су изашли из рата са искуством геноцида, да би одмах у тој Југославији били проглашени за хегемоне, и говорило се о великосрпској хегемонији. Били су проглашени за кривце што нема неког унутрашњег мира. Замислите када милион ваших људи буде заклано од оних које сада називају вашом браћом. Таква ситуација постоји и сад у Црној Гори гдје само један народ – Србе проглашавају за кривце. | ” |

— Владимир Лепосавић, за Српску РТВ.

### Књиге
- Сецесија - пред вратима међународног права, Матица српска - Друштво чланова у Црној Гори, Подгорица 2013,  978-9940-580-25-4;
- Ухваћени у вршењу својих права, Издавачки центар Матице српске - Друштва чланова у Црној Гори, Подгорица 2017,  978-9940-580-46-9.

### Научни чланци
- Међународно кривично правосуђе, Правни зборник, Подгорица 2009;
- Војна неутралност у савременом међународном праву, Правни зборник, Подгорица 2009;
- Регулатива права ЕУ у области ауторских и сродних права, Право и привреда, Београд 2010;
- Територијални интегритет и право народа на самоопредељење, Правни факултет Универзитет у Београду, Београд 2012;
- Слобода говора као међународно људско право, Правни зборник Правног факултета у Крагујевцу, Крагујевац 2012.